# Nube 9
Nube 9 es una banda de rock formada en el año 2001. Es conocida por interpretar la música de los Beatles, el rock de los 50's, 60's y 70's.

## Historia
Nube 9 es una banda argentina dedicada a recrear la música de Los Beatles, así como también a interpretar el rock de los 60´s, de los 50´s, la música de Elvis Presley, los Beatles solistas y mucho más.
Fue formada en el año 2001 por Fernando Blanco (músico), Lucrecia López Sanz y Julián Carranza. Con el tiempo se incorporarían Fernando Viola y Mario González.
Enseguida se destacaron por ser un tributo diferente, dedicados a la música y al sonido y no a la imitación.
El nombre de la banda se debe al disco de George Harrison de 1987 (Cloud 9), por eso al acontecer la muerte del ex beatle en 2001 la banda armó un show especial con todos los temas que George había cantado y grabado en su etapa como beatle. De ahí surgió la idea de hacer shows temáticos y el siguiente desafío fue interpretar el Álbum Blanco de los Beatles. Ante la buena respuesta del público la banda se asentó y comenzó a recorrer toda la discografía beatle y a convertirse en una de las bandas tributo de mayor renombre en Argentina.
En el año 2006 son convocados para tocar en la Beatle Week de Liverpool, donde luego de su buena recepción se convierten en banda fija casi todos los años. Liverpool es la plataforma para convertirse en una de las bandas tributo destacadas a nivel mundial, realizando giras por Rusia, España, Inglaterra, Bielorrusia, Panamá y EE. UU., además de países vecinos como Brasil y Uruguay.
Algunos puntos destacados de su carrera son haber taloneado a Ringo Starr en su primera visita a la Argentina en el año 2011, haber sido la primera banda latinoamericana en ser inducida al “Hall of fame de la Beatle week de Liverpool”, o  haber acompañado a Brian Ray (guitarrista de Paul McCartney) en sus vistas a Buenos Aires y en sus giras por Brasil y Panamá.
En el año 2014 grabaron un CD/DVD del show “La historia de los Beatles en canciones”, en la sala Siranush de la ciudad de Buenos Aires.
Ese mismo año, en el festival Abbey Road on the River, en la ciudad de Kentucky, EE. UU., compartieron escenario junto a los legendarios Beach Boys.

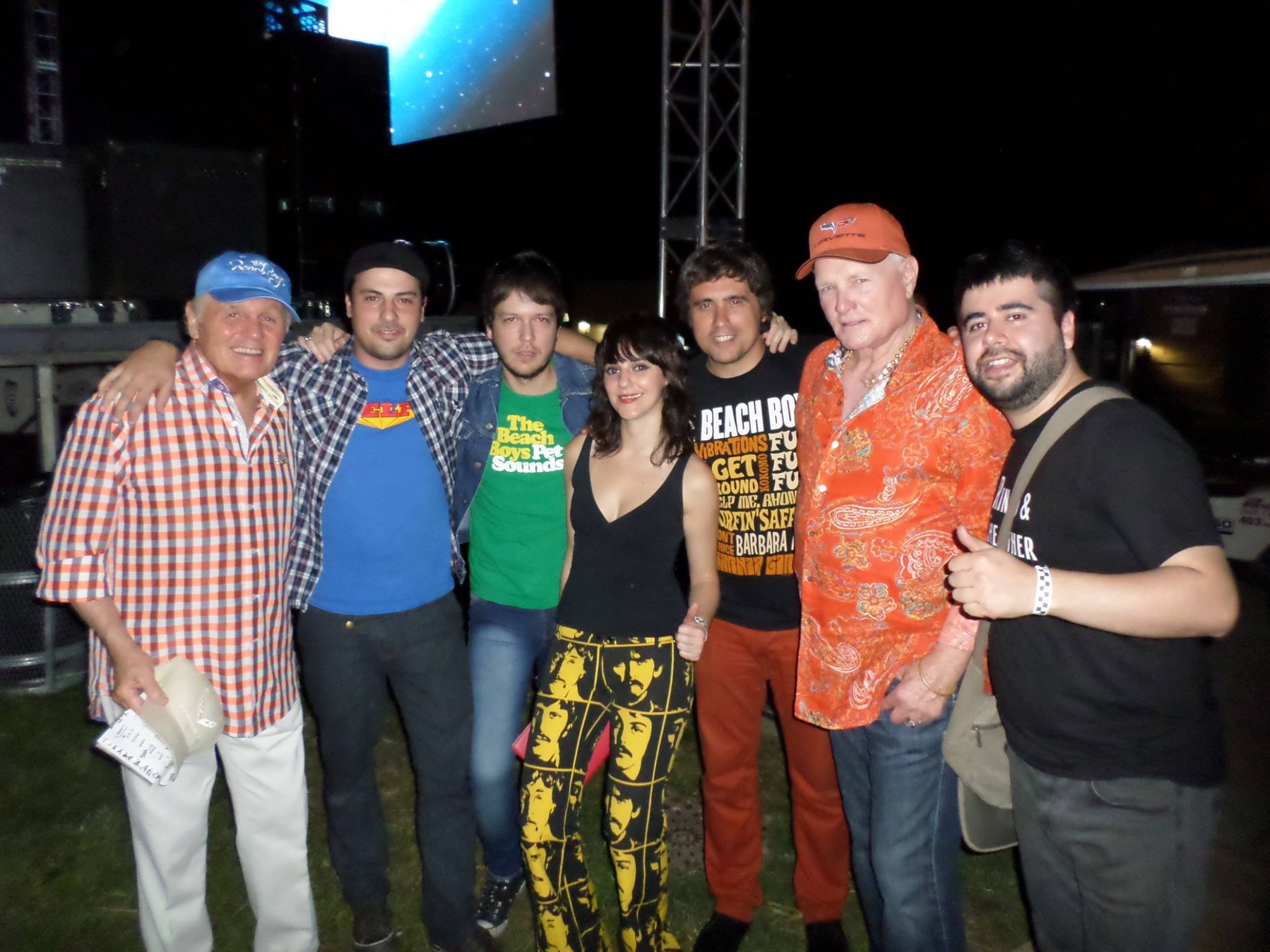
Nube 9 junto a los Beach Boys en Louisville, Kentucky

Su bajista y cantante, Fernando Blanco (músico), exintegrante y líder de la banda Súper Ratones, también mantiene en paralelo su carrera solista, habiendo editado cuatro discos: Blanco Móvil (2005), Mares lejanos (2009), Días movidos (2012), Luces Y Sombras (2017) y Di-Versiones Vol. 1 (2021).
También ha escrito un libro, junto al periodista Sergio Marchi, llamado Beatlend, donde se narra la historia de las carreras solistas de cada beatle.
Su guitarrista y cantante, Lucrecia López Sanz, también forma parte en la actualidad de la banda The Bayonets, junto a Brian Ray y Oliver Leiber.

## Discografía
- La Historia De Los Beatles En Canciones (2014) - CD/DVD Grabado en vivo en la sala Siranush
- La Historia De John Lennon En Canciones (2016) - CD/DVD Grabado en vivo en Boris
- All Things Must Pass - Celebración 50 Aniversario (2020) - CD
- Arenas Movedizas - Me Hace Bien (2021) - SENCILLO
- Nube Por Nube (2021) - CD
- Dalo Por Seguro (2024) - SENCILLO

### Colaboraciones
- Blanco Móvil con Fernando Blanco (2005)
- Mares Lejanos con Fernando Blanco (2008)
- Días Movidos con Fernando Blanco (2013)
- Luces Y Sombras con Fernando Blanco (2017)
- Di-Versiones Vol.1 con Fernando Blanco (2021)
- Di-Versiones Vol.2 con Fernando Blanco (2022)
- Fotos (EP) con Fernando Blancoo (2023)

## Reconocimientos y méritos
- Premio a Mejor Banda Tributo - The Cavern 2005/2006
- Introducción en Hall of Fame - Liverpool's Beatle Week 2011